# Дитина Розмарі

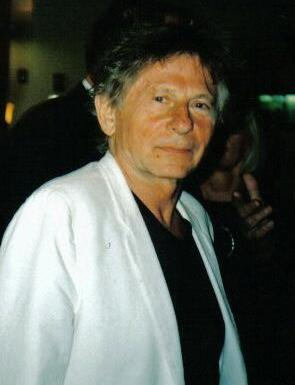
Режисер картини — Роман Полянський

«Дитина Розмарі» (англ. Rosemary's Baby) — американський психологічний фантастичний трилер жахів 1968 року режисера Романа Поланскі, знятий за однойменним романом Айри Левіна. Перший фільм знаменитого режисера, знятий у Голлівуді. Фільм отримав премію «Оскар» у номінації «Найкраща жіноча роль другого плану» (Рут Гордон). Фільм уже протягом багатьох років перебуває у списку 250 найкращих фільмів за версією IMDb, а також займає 9-те місце у списку 100 найгостросюжетніших американських фільмів за 100 років за версією AFI.

## Сюжет
Молода бездітна пара, яка мріє мати дитину, Розмарі й Гай Вудхаус, переїжджають до Бремфорда і стають сусідами дивакуватої літньої пари Мінні і Романа Кастевет.
Одного разу вночі у жінки трапляється видіння, що її ґвалтує якась демонічна істота. На ранок вона бачить сліди від кігтів демона на спині. Пізніше вона дізнається, що вагітна насправді й за підрахунками повинна народити 28 червня 1966 (6/66).
Розмарі починає підозрювати, що її сусіди — адепти Сатанинського культу, котрі будують плани щодо її ще ненародженої дитини… З часом Розмарі стає дедалі більш дратівливою, а всі зусилля чоловіка та сусідів допомогти їй — марні.

## У ролях
| Актор           | Роль                    |
| --------------- | ----------------------- |
| Міа Ферроу      | Розмарі Вудхаус         |
| Джон Кассаветіс | Гай Вудхаус             |
| Рут Гордон      | Мінні Кастевет          |
| Сідні Блекмер   | Роман Кастевет          |
| Моріс Еванс     | Хатч                    |
| Ральф Белламі   | доктор Сапірштайн       |
| Петсі Келлі     | Лаура-Луїза             |
| Чарлз Гродін    | Доктор Хілл             |
| Вікторія Ветрі  | Террі                   |
| Вільям Касл     | чоловік біля телефону   |
| Тоні Кертіс     | голос Дональда Бомгарта |

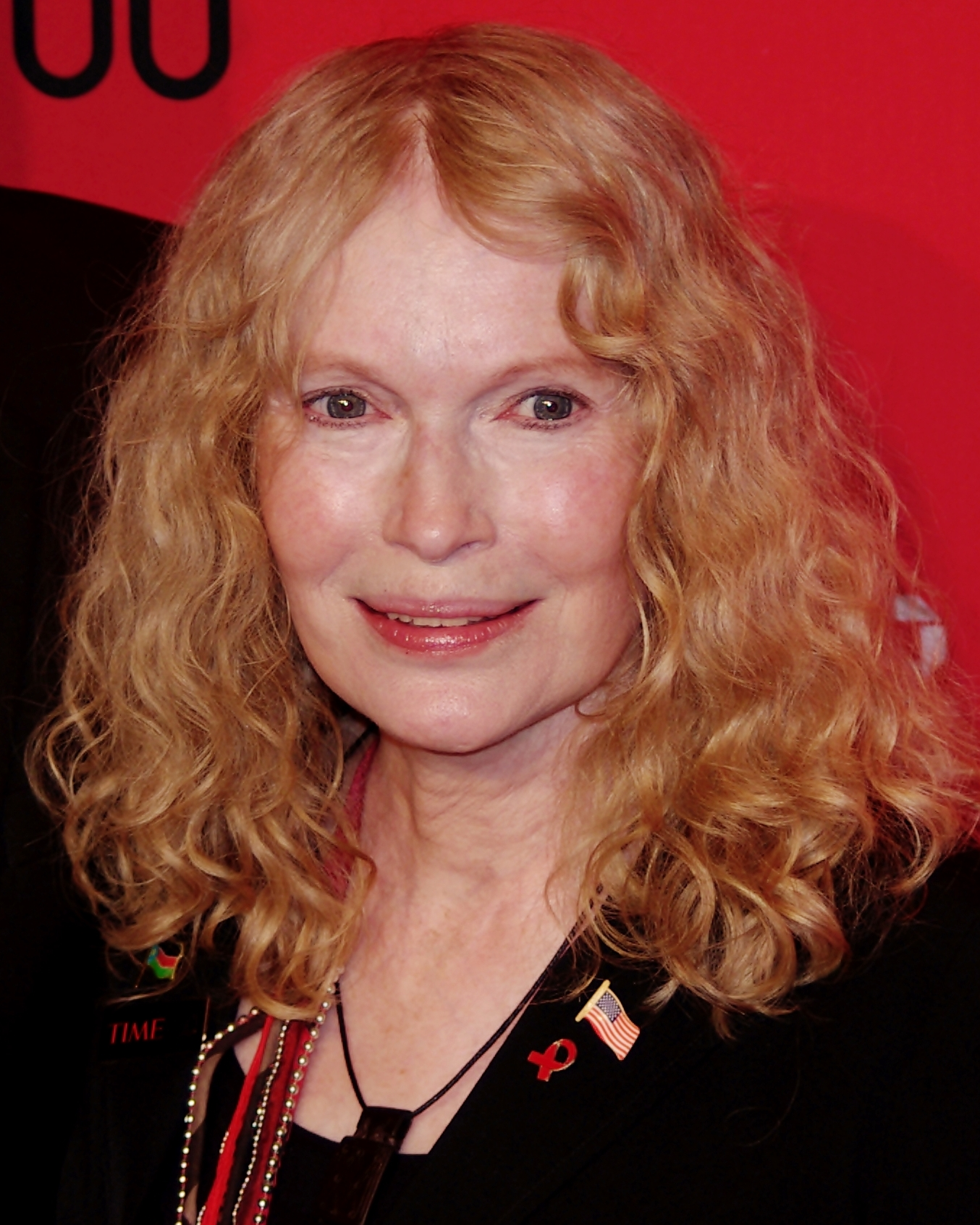
Міа Ферроу, яка зіграла Розмарі Вудхаус
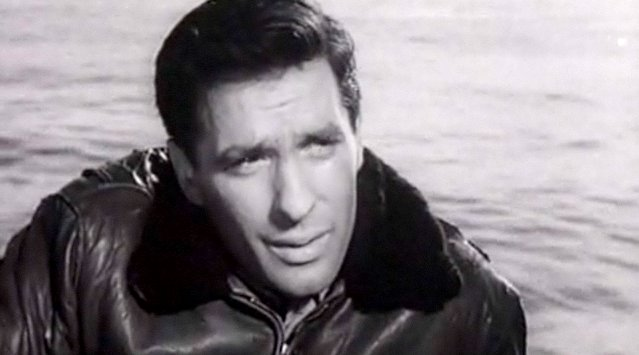
Джон Кассаветіс, який зіграв Гая Вудхауса
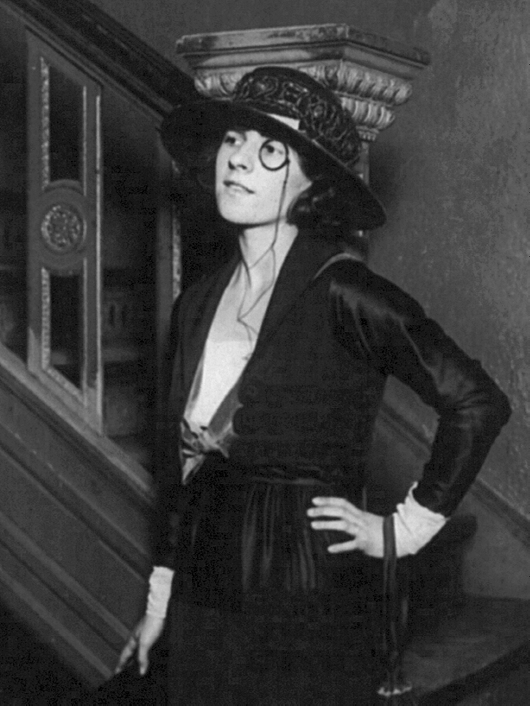
Рут Гордон, яка зіграла Мінні Кастевет
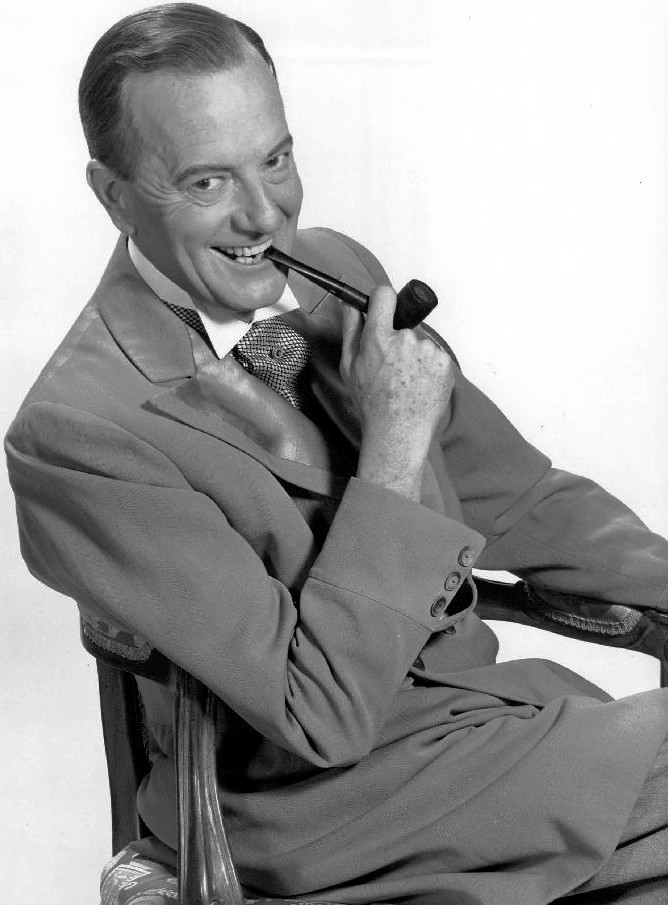
Моріс Еванс, який зіграв Хатча
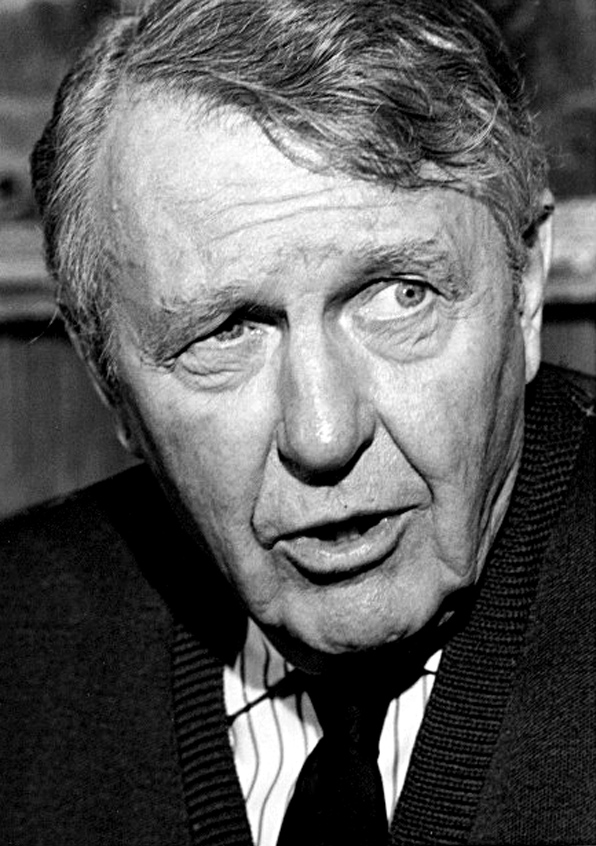
Ральф Белламі, який зіграв доктора Сапірштайна

## Нагороди та номінації

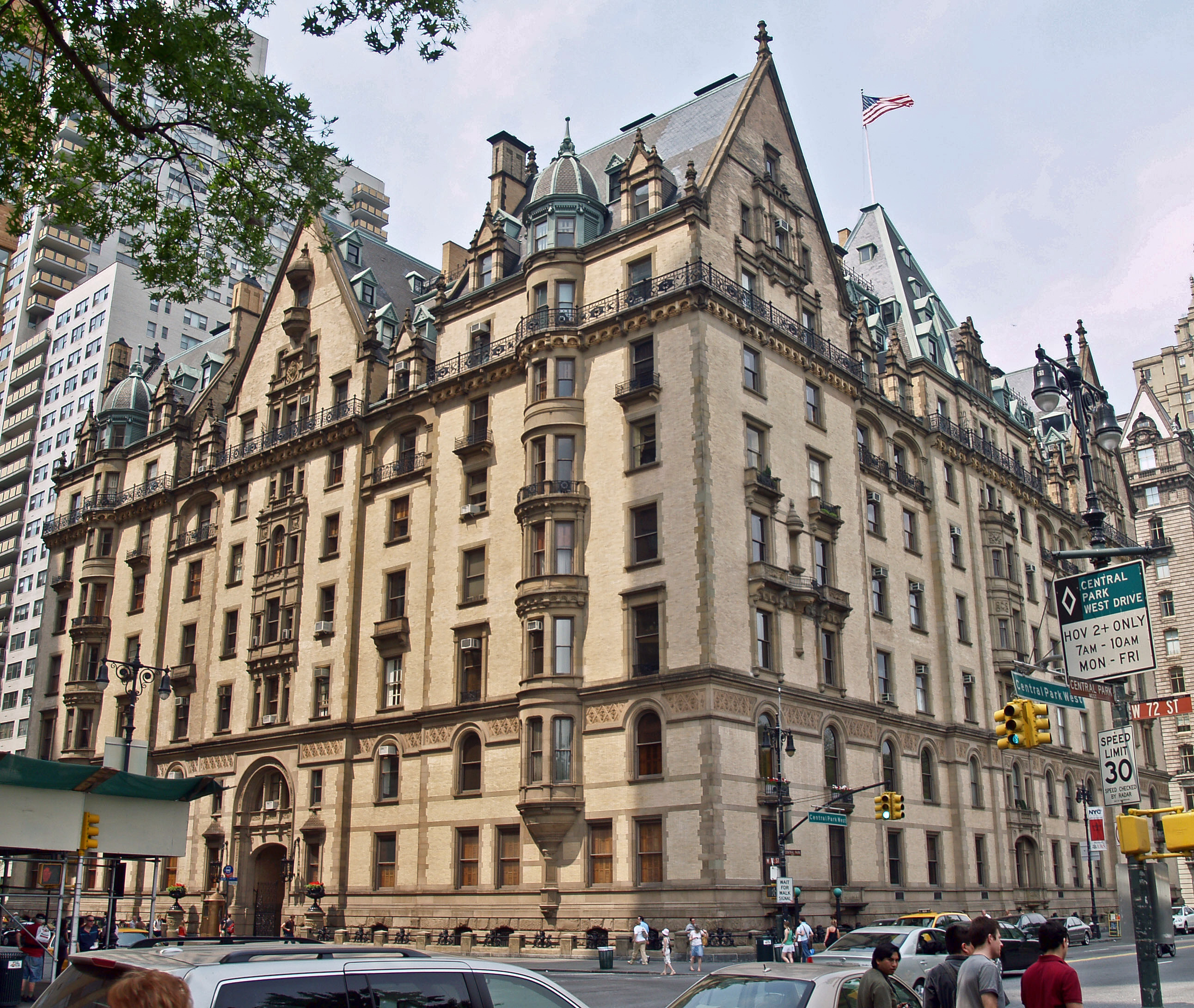
Будівля «Bramford House» у Нью-Йорку, в якій відзнято більшу частину картини

| Нагорода | Рік  | Категорія                          | Номінант                   | Результат |
| -------- | ---- | ---------------------------------- | -------------------------- | --------- |
| Оскар    | 1969 | Найкраща жіноча роль другого плану | Рут Гордон                 | Так       |
| Оскар    | 1969 | Найкращий сценарій-адаптація       | Роман Поланскі, Айра Левін | Ні        |

| Нагорода       | Рік  | Категорія                          | Номінант                           | Результат |
| -------------- | ---- | ---------------------------------- | ---------------------------------- | --------- |
| Золотий глобус | 1969 | Найкраща жіноча роль другого плану | Найкраща жіноча роль другого плану | Так       |
| Золотий глобус | 1969 | Найкраща жіноча роль               | Міа Ферроу                         | Ні        |
| Золотий глобус | 1969 | Найкращий сценарій                 | Роман Поланскі, Айра Левін         | Ні        |
| Золотий глобус | 1969 | Найкращий саундтрек                | Кшиштоф Комеда                     | Ні        |

| Нагорода | Рік  | Категорія            | Номінант   | Результат |
| -------- | ---- | -------------------- | ---------- | --------- |
| BAFTA    | 1969 | Найкраща жіноча роль | Міа Ферроу | Ні        |

| Нагорода                     | Рік  | Категорія         | Номінант       | Результат |
| ---------------------------- | ---- | ----------------- | -------------- | --------- |
| Премія Гільдії режисерів США | 1969 | Найкращий режисер | Роман Поланскі | Ні        |

| Нагорода                       | Рік  | Категорія                      | Номінант                   | Результат |
| ------------------------------ | ---- | ------------------------------ | -------------------------- | --------- |
| Премія Гільдії сценаристів США | 1969 | Найкращий адаптований сценарій | Роман Поланскі, Айра Левін | Ні        |

## Цікаві факти
- Після виходу фільму ходили чутки, що Антон Шандор ЛаВей, засновник і верховний жрець Церкви Сатани, був особистим консультантом режисера Романа Поланскі[2].
- В 2013 році вийшов фільм з елементами чорного гумору Кінець світу, в якому головний герой був зґвалтований фалічним демоном, що дуже нагадувало сцену з фільму «Дитина Розмарі»: так само наступного ранку після зґвалтування, головний герой фільму бачить сліди кігтів на спині.
- Фільм «Дитина Розмарі» став поштовхом до появи багатьох фільмів з подібною тематикою, серед них «Кров на кігтях Сатани» (1970), «Чорний полудень» (1971), «Печатка Диявола» (1970), «Братство Сатани» (1971) та ін.